# 劉瑞琪
劉瑞琪（英語：Vickey Liu，1960年12月9日—），台灣女演員。客家人，生於全台灣客家人最多的新竹縣竹東鎮客家庄，家裡共有七個姊弟，排行老四，父親是一位美術老師，她在童年時期曾經參加萬國博覽會的兒童繪畫比賽而得獎。

## 生平
崇右企專畢業後則進入統一大飯店擔任會計，這段期間被姊姊在唱片公司做宣傳的朋友看好而邀約去林清介電影試鏡，當時以拍學生電影而聞名的導演林清介相中，進而邀約她演出學生電影《男女合班》，接連演了幾部學生片使她的知名度逐漸攀升，1983年她演出《搭錯車》中的阿美一角，更是因為電影的賣座而聲名大噪。1987年，她開始參與電視劇的演出，演出的電影機會也就漸漸減少了，她近期最為人所知的電影演出是1994年的《梁祝》，她在片中演出書院中的師母。曾經一度因健康因素而較少出現在螢光幕上，2000年開始，她在電視劇的演出明顯增加，角色也轉型為母親類型。她目前已加入慈濟會員，有時也在台北慈濟醫院當志工。

## 電影
| 上映   | 片名               | 飾演         | 導演   |
| 1981年 | 《男女合班》       | 班長- 劉瑞琪 | 林清介 |
| 1982年 | 《四年二班》       |              |        |
| 1982年 | 《台北甜心》       |              |        |
| 1982年 | 《新目蓮救母》     |              | 梁哲夫 |
| 1982年 | 《畢業班》         |              |        |
| 1982年 | 《白痴的歲月》     |              | 翁大成 |
| 1982年 | 《烈日女蛙人》     |              | 李作楠 |
| 1982年 | 《行船人的愛》     |              |        |
| 1983年 | 《專撬牆腳》       |              |        |
| 1983年 | 《少林寺傳奇》     |              |        |
| 1983年 | 《搭錯車》         | 阿美         | 虞戡平 |
| 1983年 | 《野雀高飛》       |              |        |
| 1983年 | 《女學生與機關槍》 |              | 邱銘誠 |
| 1983年 | 《拉後腿》         |              |        |
| 1984年 | 《殺手輓歌》       |              |        |
| 1984年 | 《北南西東》       |              |        |
| 1984年 | 《戰爭前夕》       |              |        |
| 1984年 | 《笑匠》           |              |        |
| 1984年 | 《夜夜念嬌妻》     |              |        |
| 1985年 | 《少爺兵》         |              | 朱延平 |
| 1985年 | 《打鬼救夫》       | 尤水蓮       | 歐陽俊 |
| 1986年 | 《跟屁蟲》         |              |        |
| 1986年 | 《流浪少年路》     |              | 陳坤厚 |
| 1986年 | 《國父傳》         |              |        |
| 1987年 | 《六祖惠能傳》     |              |        |
| 1987年 | 《報告班長》       |              |        |
| 1987年 | 《魔鬼戰士》       |              |        |
| 1987年 | 《再世追魂》       |              |        |
| 1994年 | 《梁祝》           | 夫人         | 徐克   |
| 2007年 | 《夜明》           | 徐母         | 趙崇基 |
| 2010年 | 《一頁台北》       |              | 陳駿霖 |
| 2018年 | 《幸福城市》       | 玉芳         | 何蔚庭 |
| 2018年 | 《花椒之味》       | 張雅玲       | 麥曦茵 |

## 電視劇
| 首播   | 頻道                   | 劇名                                               | 飾演     |
| 1986年 | 華視                   | 《長相憶》                                         | 沈逸梅   |
| 1987年 | 中視                   | 《含羞草》                                         | 紀璇     |
| 1988年 | 中視                   | 《天山英雄傳》                                     | 谷之華   |
| 1990年 | 華視                   | 《紅塵有愛》                                       | 柳鳳英   |
| 1991年 | 台視                   | 人間劇場- 都市寓言故事系列《一個名叫林阿昭的女人》 | 林阿昭   |
| 1998年 |                        | 《戰國紅顏》                                       | 鄭旦     |
| 2000年 | 中視                   | 《少年梁祝》                                       | 祝母     |
| 2001年 | 台視                   | 《像霧像雨又像風》                                 | 吳楚玉   |
| 2002年 | 三立台灣台             | 《台灣霹靂火》                                     | 鄭淑芬   |
| 2002年 | 公視                   | 《寒夜》                                           | 蘭妹     |
| 2003年 | 華視、三立都會台       | 《海豚灣戀人》                                     | 李蕙蘭   |
| 2003年 | 華視                   | 《狂愛龍捲風》                                     | 萬母     |
| 2003年 | 公視                   | 人生劇展《箱子》                                   | 宋家宜   |
| 2004年 | 大愛                   | 大愛劇場《後山姊妹》                               | 李時     |
| 2004年 | 大愛                   | 大愛劇場《擺渡(上)》                               | 李時     |
| 2005年 | 大愛                   | 大愛劇場《七輩婦》                                 | 林金貴   |
| 2005年 | 大愛                   | 大愛劇場《阿桃》                                   | 王阿桃   |
| 2005年 | 華視                   | 《聖稜的星光》                                     | 葉母     |
| 2006年 | 大愛                   | 《人生旅程I-緣》                                   | 邱謹雯   |
| 2006年 | 大愛                   | 《人生旅程II-我在因為你的愛》                      | 娟姐     |
| 2006年 | 華視                   | 《寶島少女成功記》                                 | 李秋雁   |
| 2006年 | 中視                   | 《深情密碼》                                       | 戚母     |
| 2007年 | 民視                   | 《濟公》                                           | 觀音     |
| 2007年 | 華視                   | 《我要變成硬柿子》                                 | 蘇豔     |
| 2008年 | 大愛                   | 大愛劇場《走過好味道》                             | 羅琴華   |
| 2009年 | 大愛                   | 大愛劇場《蘭心飄芳》                               | 孫蘭芳   |
| 2009年 | 大愛                   | 大愛劇場《醫世情》                                 | 周足     |
| 2009年 | 三立都會台             | 《比賽開始》                                       | 林陳罔腰 |
| 2009年 | 客家電視               | 《女仨的婚事》                                     | 廖新菊   |
| 2009年 | 台視、三立都會台       | 《下一站，幸福》                                   | 方德容   |
| 2009年 | 公視                   | 《心星的淚光》                                     | 蔡麗鳳   |
| 2009年 | 三立台灣台             | 《天下父母心》                                     | 蘇敏芳   |
| 2010年 | 大愛                   | 大愛劇場《我的尪我的某》                           | 李母     |
| 2010年 | 大愛                   | 大愛劇場《愛在我心深處》                           | 秋添     |
| 2010年 | 中視                   | 《就是要香戀》                                     | 詹淑娟   |
| 2010年 | 公視                   | 《那年，雨不停國》                                 | 陳美芳   |
| 2011年 | 大愛                   | 長情劇展-人間渡系列《愛的迴旋曲》                  | 康馨琇   |
| 2011年 | 大愛                   | 長情劇展-家的故事系列《等待曙光》                  | 林素月   |
| 2011年 | 台視                   | 《獅子的女兒》                                     | 謝春美   |
| 2011年 | 中視、八大             | 《美樂加油》                                       | 美樂母   |
| 2011年 | 壹電視、華視           | 《拜金女王》                                       | 楚母     |
| 2011年 | 中視                   | 《真的漢子》                                       | 李鐵     |
| 2011年 | 安徽衛視               | 《夏家三千金》                                     | 楊柳     |
| 2012年 | 湖南衛視               | 《我家有喜》                                       | 夏茗     |
| 2012年 | 三立都會台             | 《剩女保鏢》                                       | 游敏慧   |
| 2012年 | 台視                   | 《東華春理髮廳》                                   | 李美娟   |
| 2013年 | 中視                   | 《借用一下你的愛》                                 | 白明俐   |
| 2013年 | 三立都會台             | 《有愛一家人》                                     | 林昭君   |
| 2013年 | 公視                   | 《祖師爺的女兒》                                   | 阿如     |
| 2015年 | 中視                   | 《失去你的那一天》                                 | 黎鳳蓮   |
| 2015年 | 台視 、三立都會台      | 《愛上哥們》                                       | 鳳姐     |
| 2016年 | 江蘇衛視               | 《爱的阶梯》                                       | 孫惠芳   |
| 2016年 | 中視、中天綜合         | 《讓愛飛揚》                                       | 熊惠珊   |
| 2016年 |                        | 《暗戰危城》                                       | 大夫人   |
| 2018年 | 北京衛視               | 《幸福一家人》                                     | 范美秀   |
| 2019年 | 中視                   | 《鑑識英雄II 正義之戰》                            | 方琦     |
| 2019年 | 公視                   | 人生劇展《我是周時青》                             | 周時青   |
| 2020年 | 華視、三立都會台       | 《我的青春沒在怕》                                 | 方曉華   |
| 2021年 | 三立都會台、華視       | 《三隻小豬的逆襲》                                 | 許玉琴   |
| 2021年 | 台視、myVideo          | 《2049－刺蝟法則》                                 | 吳潔宜   |
| 2022年 | 八大戲劇台、Netflix    | 《愛情發生在三天後》                               | 邱媽     |
| 2023年 | TVBS歡樂台、三立都會台 | 《親愛壞蛋》                                       | 王林秋雲 |
| 2023年 | 客家電視台             | 《最後一封情書》                                   | 秀蝶     |

## 舞台劇
| 年份   | 劇團       | 劇名             | 飾演 |
| 2020年 | 全民大劇團 | 《最後一封情書》 | 秀蝶 |

## 主持作品

### 電視節目
- 客家電視台〈ㄤ牯ㄤ牯咕咕咕〉

## 音樂作品

### 專輯
- 1991年 你是我無心的錯

### 單曲
- 2023年〈客家電視台電視電影《最後一封情書》主題曲〉

## 獎項紀錄
| 年份   | 頒獎典禮     | 獎項                       | 影片                | 角色   | 結果 |
| ------ | ------------ | -------------------------- | ------------------- | ------ | ---- |
| 2003年 | 第38屆金鐘獎 | 單元劇女主角獎             | 《箱子》            | 宋家宜 | 提名 |
| 2006年 | 第41屆金鐘獎 | 迷你劇集／電視電影女配角獎 | 《天使一刻鐘》      | 于母   | 提名 |
| 2007年 | 第42屆金鐘獎 | 戲劇節目女配角獎           | 《Silence深情密碼》 | 萬美如 | 提名 |
| 2009年 | 第44屆金鐘獎 | 戲劇節目女主角獎           | 《女仨的婚事》      | 廖新菊 | 獲獎 |
| 2016年 | 第51屆金鐘獎 | 戲劇節目女配角獎           | 《失去你的那一天》  | 黎鳳蓮 | 獲獎 |

## 外部連結
- 劉瑞琪的Facebook專頁
- 劉瑞琪的Instagram帳戶
- 劉瑞琪的新浪微博
- 劉瑞琪在香港影庫上的簡介
- 劉瑞琪在豆瓣上的资料（简体中文）
- 劉瑞琪在时光网上的簡介（简体中文）
- 中文電影資料庫「劉瑞琪」 （页面存档备份，存于）
- 劉瑞琪在台灣電影網上的資料（繁體中文）
- 華文影史庫 劉瑞琪 簡介 （页面存档备份，存于）